# Nakafurano
Nakafurano (jap. 中富良野町 Nakafurano-chō) – miasto w Japonii, w prefekturze Hokkaido, w podprefekturze Kamikawa. Według danych na rok 2020 miejscowość zamieszkiwało 4 733 mieszkańców , a gęstość zaludnienia wyniosła 43,6 os./km².